# Campionati mondiali di ginnastica artistica 2014 - Concorso a squadre maschile
La finale a square maschile di ginnastica artistica ai Campionati Mondiali 2014 si è svolta nella Guangxi Gymnasium il 7 ottobre 2014. Le migliori squadre che si sono classificate tra le prime otto posizioni durante le qualificazioni, hanno il diritto di partecipare alla gara.
In questa competizione vale il modulo 6-3-3: partecipano sei ginnasti per nazione, tre salgono su ciascun attrezzo e tutti e tre i risultati vengono scelti.

## Squadre vincitrici
| Oro                                                                    | Argento                                                                                      | Bronzo                                                                                              |
| Cina Cheng Ran Deng Shudi Lin Chaopan Liu Yang You Hao Zhang Chenglong | Giappone Kohei Kameyama Ryohei Kato Shogo Nonomura Kenzō Shirai Yusuke Tanaka Kōhei Uchimura | Stati Uniti Jacob Dalton Danell Leyva Sam Mikulak Alexander Naddour John Orozco Donnell Whittenburg |

## Qualificazioni[1]
| Pos. | Nazione       | Ginnasti                                                                                                   | Punteggio |
| ---- | ------------- | --- | --------- |
| 1    | Cina          | Cheng Ran, Deng Shudi, Lin Chaopan, Liu Yang, You Hao, Zhang Chenglong                                     | 362.698   |
| 2    | Giappone      | Kohei Kameyama, Ryohei Kato, Shogo Nonomura, Kenzō Shirai, Yusuke Tanaka, Kōhei Uchimura                   | 361.609   |
| 3    | Stati Uniti   | Jacob Dalton, Danell Leyva, Sam Mikulak, Alexander Naddour, John Orozco, Donnell Whittenburg               | 360.393   |
| 4    | Gran Bretagna | Daniel Keatings, Daniel Purvis, Kristian Thomas, Courtney Tulloch, Max Whitlock, Nile Wilson               | 357.193   |
| 5    | Russia        | Denis Abljazin, David Beljavskij, Nikita Ignatyev, Nikolai Kuksenkov, Vladislav Poliashov, Ivan Stretovich | 356.957   |
| 6    | Germania      | Andreas Bretschneider, Lukas Dauser, Fabian Hambüchen, Philipp Herder, Helge Liebrich, Andreas Toba        | 348.643   |
| 7    | Brasile       | Junior Barretto, Lucas De Souza, Diego Hypólito, Arthur Zanetti, Arthur Oyakawa, Sergio Sasaki             | 348.100   |
| 8    | Svizzera      | Christian Baumann, Pascal Bucher, Benjamin Gischard, Oliver Hegi, Kevin Rossi, Eddy Yusof                  | 345.993   |

## Risultati (in dettaglio)[2]
| Posizione | Squadra                | Corpo libero | Cavallo | Anelli | Volteggio | Parallele | Sbarra | Totale  |
| --------- | ---------------------- | ------------ | ------- | ------ | --------- | --------- | ------ | ------- |
| Oro       | Cina                   | 44.766       | 43.724  | 46.532 | 46.066    | 46.324    | 45.957 | 273.369 |
| Oro       | Cheng Ran              | 14.000       | —       | —      | 15.400    | —         | —      | 273.369 |
| Oro       | Deng Shudi             | 15.666       | 14.233  | 15.166 | 15.300    | 14.791    | 14.758 | 273.369 |
| Oro       | Lin Chaopan            | 15.100       | 14.558  | —      | 15.300    | 14.791    | 14.758 | 273.369 |
| Oro       | Liu Yang               | —            | —       | 15.900 | —         | —         | —      | 273.369 |
| Oro       | You Hao                | —            | 14.933  | 15.466 | —         | 15.633    | —      | 273.369 |
| Oro       | Zhang Chenglong        | —            | —       | —      | —         | —         | 15.966 | 273.369 |
| Argento   | Giappone               | 46.732       | 45.341  | 44.532 | 45.766    | 46.032    | 44.866 | 273.269 |
| Argento   | Kohei Kameyama         | —            | 15.300  | —      | —         | —         | —      | 273.269 |
| Argento   | Ryohei Kato            | 15.266       | 14.775  | —      | 14.966    | 15.233    | 14.200 | 273.269 |
| Argento   | Shogo Nonomura         | —            | —       | 14.666 | —         | 15.633    | —      | 273.269 |
| Argento   | Kenzō Shirai           | 15.766       | —       | —      | 15.400    | —         | —      | 273.269 |
| Argento   | Yusuke Tanaka          | —            | —       | 15.033 | —         | 15.166    | 15.266 | 273.269 |
| Argento   | Kōhei Uchimura         | 15.700       | 15.266  | 14.833 | 15.400    | —         | 15.400 | 273.269 |
| Bronzo    | Stati Uniti            | 46.500       | 44.240  | 44.766 | 45.065    | 45.365    | 44.433 | 270.369 |
| Bronzo    | Jacob Dalton           | 15.900       | —       | 15.000 | 14.933    | —         | 14.500 | 270.369 |
| Bronzo    | Danell Leyva           | —            | 14.466  | —      | —         | 15.666    | 15.100 | 270.369 |
| Bronzo    | Samuel Mikulak         | 15.300       | 14.708  | —      | 15.166    | —         | —      | 270.369 |
| Bronzo    | Alexander Naddour      | —            | 15.066  | 15.000 | —         | —         | —      | 270.369 |
| Bronzo    | John Orozco            | —            | —       | —      | —         | 15.066    | 14.833 | 270.369 |
| Bronzo    | Donnell Whittenburg    | 15.300       | —       | 14.766 | 14.966    | 14.633    | —      | 270.369 |
| 4         | Gran Bretagna          | 45.633       | 45.649  | 44.166 | 45.657    | 43.966    | 44.099 | 269.170 |
| 4         | Daniel Keatings        | —            | 15.633  | —      | —         | 13.933    | —      | 269.170 |
| 4         | Daniel Purvis          | 15.100       | 14.500  | —      | —         | 15.200    | —      | 269.170 |
| 4         | Kristian Thomas        | 15.233       | —       | —      | 15.491    | —         | 14.900 | 269.170 |
| 4         | Courtney Tulloch       | —            | —       | 14.966 | —         | —         | —      | 269.170 |
| 4         | Max Whitlock           | 15.300       | 15.516  | 14.600 | 15.366    | —         | 14.366 | 269.170 |
| 4         | Nile Wilson            | —            | —       | 14.600 | 14.800    | 14.833    | 14.833 | 269.170 |
| 5         | Russia                 | 45.715       | 42.933  | 46.391 | 44.999    | 43.032    | 43.433 | 266.503 |
| 5         | Denis Abljazin         | 15.583       | —       | 15.800 | 15.000    | —         | —      | 266.503 |
| 5         | David Beljavskij       | 15.066       | 14.933  | —      | 14.966    | 14.366    | 14.500 | 266.503 |
| 5         | Nikita Ignatyev        | 15.066       | —       | 15.333 | 15.033    | 13.833    | 14.333 | 266.503 |
| 5         | Daniil Kazachkov       | —            | —       | 15.258 | —         | —         | —      | 266.503 |
| 5         | Nikolai Kuksenkov      | —            | 13.200  | —      | —         | 14.833    | 14.600 | 266.503 |
| 5         | Ivan Stretovich        | —            | 14.800  | —      | —         | —         | —      | 266.503 |
| 6         | Brasile                | 44.699       | 43.000  | 44.466 | 45.532    | 43.199    | 42.666 | 263.562 |
| 6         | Francisco Barretto     | —            | 14.200  | 14.100 | —         | 14.200    | 13.600 | 263.562 |
| 6         | Lucas Bitencourt       | —            | 14.200  | —      | —         | 14.333    | —      | 263.562 |
| 6         | Diego Hypólito         | 15.633       | —       | —      | 15.000    | —         | —      | 263.562 |
| 6         | Arthur Zanetti         | —            | —       | 15.633 | —         | —         | —      | 263.562 |
| 6         | Arthur Oyakawa Mariano | 14.533       | —       | —      | 14.966    | —         | 14.066 | 263.562 |
| 6         | Sérgio Sasaki          | 14.533       | 14.600  | 14.733 | 15.566    | 14.666    | 15.000 | 263.562 |
| 7         | Svizzera               | 43.666       | 42.957  | 42.240 | 44.133    | 43.765    | 40.532 | 257.293 |
| 7         | Christian Baumann      | —            | 13.666  | 13.866 | —         | —         | 14.200 | 257.293 |
| 7         | Pascal Bucher          | —            | 14.566  | —      | 14.400    | 15.033    | 12.866 | 257.293 |
| 7         | Benjamin Gischard      | 14.600       | —       | 13.966 | 14.600    | —         | —      | 257.293 |
| 7         | Oliver Hegi            | —            | 14.725  | —      | —         | 13.966    | 13.466 | 257.293 |
| 7         | Kevin Rossi            | 14.266       | —       | —      | —         | —         | —      | 257.293 |
| 7         | Eddy Yusof             | 14.800       | —       | 14.408 | 15.133    | 14.766    | —      | 257.293 |
| 8         | Germania               | 41.299       | 39.765  | 43.366 | 42.466    | 45.466    | 43.798 | 256.160 |
| 8         | Andreas Bretschneider  | 13.800       | —       | 14.133 | —         | 14.900    | 14.166 | 256.160 |
| 8         | Lukas Dauser           | —            | —       | —      | 13.533    | 15.366    | —      | 256.160 |
| 8         | Fabian Hambüchen       | 15.166       | —       | 14.633 | 14.033    | 15.200    | 15.366 | 256.160 |
| 8         | Helge Liebrich         | —            | 11.766  | —      | 14.900    | —         | —      | 256.160 |
| 8         | Andreas Toba           | 12.333       | 14.366  | 14.600 | —         | —         | 14.266 | 256.160 |
| 8         | Daniel Weinert         | —            | 13.633  | —      | —         | —         | —      | 256.160 |